# Axel Harnack (Mathematiker)
Carl Gustav Axel Harnack (* 25. Apriljul. / 7. Mai 1851greg. in Dorpat; † 3. April 1888 in Dresden) war ein deutscher Mathematiker, der sich mit reeller algebraischer Geometrie, Analysis und mathematischer Physik beschäftigte.

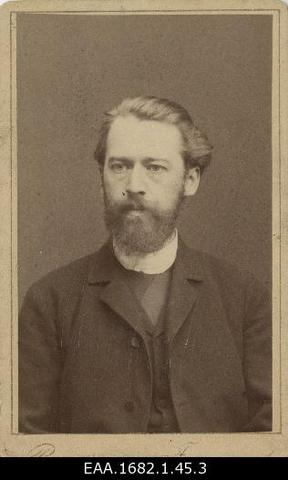
Axel Harnack

## Leben und Werk
Harnack, Sohn des Theologieprofessors Theodosius Harnack, studierte ab 1869 an der Kaiserlichen Universität Dorpat und ab 1874 in Erlangen, wo er bei Felix Klein promoviert wurde. Im Wintersemester 1875/6 habilitierte er sich in Leipzig, wo er danach Privatdozent war. Ab 1876 war er Professor an der Technischen Hochschule Darmstadt und ab 1877 an der Technischen Hochschule Dresden. Seit 1885 war er ordentliches Mitglied der Königlich Sächsischen Gesellschaft der Wissenschaften.
Harnack war ein Pionier in der reellen algebraischen Geometrie, wo der Satz von Harnack (1876) besagt, dass eine reelle algebraische Kurve n-ter Ordnung in der projektiven Ebene in maximal {\displaystyle {\frac {1}{2}}(n-1)(n-2)+1} Teile zerfällt.
In der Potentialtheorie ist er für die Harnackschen Ungleichungen für harmonische Funktionen bekannt. Er ist auch einer der Pioniere in der Einführung des Maßbegriffs in der Analysis (neben Georg Cantor und Otto Stolz).
Axel Harnack war der Zwillingsbruder des Theologen Adolf (von) Harnack; ein jüngerer Bruder war der Pharmakologe Erich Harnack, ein weiterer jüngerer Bruder der Literaturwissenschaftler Otto Harnack. Axel Harnack verstarb 1888 in Dresden und wurde auf dem Trinitatisfriedhof beigesetzt.

## Schriften
- Die Elemente der Differential- und Integralrechnung. Zur Einführung in das Studium. B. G. Teubner, Leipzig 1881. archive.org
- Die Grundlagen der Theorie des logarithmischen Potentiales und der eindeutigen Potentialfunktion in der Ebene. B. G. Teubner, Leipzig 1887. archive.org
- Leibniz’ Bedeutung in der Geschichte der Mathematik. v. Zahn & Jaensch, Dresden 1887. archive.org